# Касёнкин, Юрий Александрович
Ю́рий Алекса́ндрович Касёнкин (укр. Юрій Олександрович Касьонкін; 26 января 1950, Кировоград — 24 августа 2013, Кировоград) — советский футболист, игравший на позиции полузащитника. Обладатель Кубка Украинской ССР 1975 года. По завершении карьеры игрока работал тренером.
Всю карьеру, за исключением периода воинской службы, провёл в кировоградской «Звезде», был капитаном команды. Завершив выступления, тренировал преимущественно любительские и детско-юношеские команды.

## Биография
Родился 26 января 1950 года в Кировограде в семье игрока местного «Торпедо» Александра Касёнкина, который и привил сыну любовь к футболу. С 10 лет Юрий начал заниматься в спортивной школе кировоградской «Звезды» под руководством бывшего одноклубника своего отца Андрея Галатенко.

### Игровая карьера
С 1967 года Юрий принимал участие в матчах в дублирующем составе «Звезды». В следующем году он дебютировал за основную команду. Со временем завоевал доверие тренеров и стал стабильным игроком основы. В период с 1968 по 1971 год Юрий провёл почти 100 матчей, после чего был призван на военную службу, во время которой выступал за хмельницкое «Динамо». После демобилизации вернулся в Кировоград, где постепенно стал лидером команды. В течение 8 лет (больше, чем любой другой игрок в истории клуба) Касёнкин выводил команду на поле с капитанской повязкой. В 1975 году Юрий вместе с командой стал победителем Кубка УССР. Всего за «Звезду» Касёнкин провёл более 400 игр в чемпионате СССР, уступая по этому показателю только Валерию Самофалову и Александру Смыченко. Юрий считался одним из лучших полузащитников украинской зоны второй лиги чемпионата СССР, неоднократно входил в список 22-х лучших игроков этого дивизиона и приглашался в сборную УССР. Завершил выступления в 1982 году

### После карьеры
После завершения спортивной карьеры Юрий работал слесарем на заводе «Красная звезда» и таксистом. Позже тренировал любительские команды «Буревестник-Эльбрус» и «Икар-МАКБО-94» из Кировограда, а также клубы из Малой Виски и Новомиргорода, участвовавшие в областных соревнованиях, руководил детско-юношескими футбольными секциями в Государственной лётной академии Украины. С марта по июль 1998 года Касёнкин возглавлял мелитопольское «Торпедо», выступавшее во второй лиге чемпионата Украины. Позже возглавил Кировоградскую областную федерацию футбола, однако из-за проблем со здоровьем (у Юрия был артроз тазобедренных суставов) был вынужден отойти от дел. Из-за болезни Касёнкин перенёс ряд операций, последние годы жизни почти не вставал с постели. Юрий Касёнкин умер 24 августа 2013 года в Кировограде в возрасте 63 лет.
17 ноября 2013 года один из секторов стадиона «Звезда» в Кировограде был назван именем Юрия Касёнкина, на нём установлена мемориальная доска в его честь.

## Стиль игры
Юрий выступал в амплуа плеймейкера. Отличался отличным видением поля, умелым дриблингом, способностью отдать точную нацеленную передачу и неуступчивостью в единоборствах с соперниками, которые значительно превосходили его в физическом плане. Именно с его передач забивалась значительная доля голов команды. Лучший бомбардир в истории «Звезды» Валерий Самофалов назвал Касёнкина лучшим игроком из тех, с кем ему приходилось играть:

Такой светлой в футбольном плане головы, как у Юры, нужно было поискать на уровне всей тогдашней второй союзной лиги. Он умел отдать такую передачу-конфетку на любое расстояние, что просто удивляло и восхищало, а забивать после таких передач было одно удовольствие. Многие форварды «Звезды» обязаны капитану и великолепному плеймейкеру своей высокой результативностью.
— Валерий Самофалов

## Статистика выступлений

### Клубная
| Команда              | Сезон | Чемпионат | Чемпионат | Чемпионат |
| Команда              | Сезон | Уров.     | Игры      | Голы      |
| -------------------- | ----- | --------- | --------- | --------- |
| Звезда (Кировоград)  | 1968  | II        | 13        | 0         |
| Звезда (Кировоград)  | 1969  | II        | 25        | 1         |
| Звезда (Кировоград)  | 1970  | II        | 10        | 0         |
| Звезда (Кировоград)  | 1971  | III       | 46        | 3         |
| Звезда (Кировоград)  | Итого | Итого     | 94        | 4         |
| Динамо (Хмельницкий) | 1972  | III       | ?         | 6         |
| Динамо (Хмельницкий) | 1973  | III       | ?         | 4         |
| Динамо (Хмельницкий) | Итого | Итого     | ?         | 10        |
| Звезда (Кировоград)  | 1974  | III       | 27        | 1         |
| Звезда (Кировоград)  | 1975  | III       | 31        | 2         |
| Звезда (Кировоград)  | 1976  | III       | 36        | 4         |
| Звезда (Кировоград)  | 1977  | III       | 44        | 2         |
| Звезда (Кировоград)  | 1978  | III       | 44        | 4         |
| Звезда (Кировоград)  | 1979  | III       | 42        | 1         |
| Звезда (Кировоград)  | 1980  | III       | 42        | 3         |
| Звезда (Кировоград)  | 1981  | III       | 27        | 5         |
| Звезда (Кировоград)  | 1982  | III       | 43        | 1         |
| Звезда (Кировоград)  | Итого | Итого     | 335       | 23        |

Источники:
- Статистика выступлений взята с сайтов, указанных в разделе «Ссылки»

### Тренерская
| Команда                | Начало работы | Окончание работы | Результаты | Результаты | Результаты | Результаты | Результаты | Результаты | Результаты |
| Команда                | Начало работы | Окончание работы | И          | В          | Н          | П          | В %        | Н %        | П %        |
| ---------------------- | ------------- | ---------------- | ---------- | ---------- | ---------- | ---------- | ---------- | ---------- | ---------- |
| «Торпедо» (Мелитополь) | 1998          | 1998             | 16         | 5          | 6          | 5          | 31.25      | 37.5       | 31.25      |

Источники:
- Статистика выступлений взята с сайта ukranianfootball.narod.ru. Дата обращения: 6 февраля 2016. Архивировано 14 февраля 2018 года.